# Los Bandoleros
Série Fast and Furious
Fast and Furious: Tokyo Drift
(2006) Fast and Furious 4
(2009)
Pour plus de détails, voir Fiche technique et Distribution.
Los Bandoleros est un court métrage américain co-écrit et réalisé par Vin Diesel, sorti en 2009. Deuxième — et jusqu'à présent dernier — court métrage de la franchise Fast and Furious, Los Bandoleros constitue la préquelle de Fast and Furious 4. Il a été inclus dans les bonus lors de la sortie en vidéo du film.

## Synopsis
Tego Leo est emprisonné en République dominicaine. Santos bavarde avec un vieil homme incapable de trouver assez d'essence, les prix étant de plus en plus élevés. Han Seoul-Oh arrive de l'aéroport et est accueilli par Cara Mirtha et Malo. Ils le conduisent derrière la maison de Santos, où se trouve sa tante Rubia et où Dominic Toretto travaille sur sa voiture. Après un repas de bienvenue avec la famille et après avoir fait évader Leo, Dominic rencontre dans un night-club un politicien local, qui les informe d'une opportunité pour détourner un convoi d'essence. Dominic est ensuite étonné par l'arrivée de Letty, qui a suivi sa trace au Mexique...

## Fiche technique
Sauf indication contraire, les informations mentionnées dans cette section peuvent être confirmées par la base de données cinématographiques IMDb,  présente dans la section « Liens externes ».
- Titre original et français : Los Bandoleros (littéralement « Les Bandits »)
- Réalisation : Vin Diesel
- Scénario : Vin Diesel et T.J. Mancini, d'après les personnages créés par Gary Scott Thompson
- Direction artistique : Rosanna Batista
- Décors : Wilhem Perez
- Photographie : Shawn Kim
- Son : Franklin Hernández, Edmanuel Leonor, Su-Jeng Sang
- Montage : Justin Bourret et Sonia Gonzalez-Martinez
- Production : Vin Diesel, Jessy Terrero et Samantha Vincent
  - Production déléguée : Josh Goldstein, John Nguyen, Jalina Stewart et Thyrale Thai
  - Coproduction déléguée : T.J. Mancini
  - Coordination de la production : Maria Jose Ripoll
    - Production (République dominicaine) : Juan Basanta

  - Production exécutive (République dominicaine) : Linel Hernández
- Sociétés de production[1] : One Race Productions et Terrero Films
- Sociétés de distribution : Universal Pictures (vidéo)
- Pays de production :  États-Unis
- Langues originales : anglais, espagnol
- Format[2] : couleur - 35 mm - 1,78:1 (Widescreen) - son Dolby Digital
- Genres : action, drame
- Durée : 20 minutes
- Dates de sortie[3] :
  - États-Unis : 28 juillet 2009 (avec la sortie vidéo de Fast and Furious 4) ; 22 juillet 2010 (Los Angeles Short Film Festival)

## Distribution
- Vin Diesel (VF : Frédéric van den Driessche) : Dominic Toretto
- Michelle Rodriguez (VF : Laëtitia Lefebvre) : Letty Ortiz
- Sung Kang (VF : Damien Ferrette) : Han
- Tego Calderón : Tego Leo
- Don Omar : Rico Santos
- F. Valentino Morales : Malo
- Mirtha Michelle : Cara Mirtha
- Juan Fernández de Alarcon (en) : Elvis
- Celines Toribio : la petite amie d'Elvis
- Adria Carrasco : Tía Rubia

Source AlloDoublage